# 上海龙之队
上海龙之队 （Shanghai Dragons）是一支以中国上海为基地的《守望先锋》电子竞技队伍，是守望先锋联赛12支创始队伍中的唯一一支中国城市队伍，同时也是第一支被动视暴雪公布队名的守望先锋联赛队伍。队伍所有者为中国互联网公司网易。
2018年守望先锋联赛创始赛季（2018赛季）常规赛中，上海龙之队取得刷新记录的40连败，未得一胜，为0胜40负。队史上最差战绩是42连败。
2019年7月15日，在守望先锋联赛2019赛季的常规赛第三阶段复赛总决赛中，上海龙之队实现了黑八奇迹，让三追四，以4：3的比分击败旧金山震动队，获得常规赛第三阶段总冠军，获得奖金20万美金。
2021年9月25日，上海龙以4：0胜于亚特兰大君临队，斩获守望先锋联赛2021赛季总冠军。
2023年10月9日，上海龙之队宣布其与全部队员的合约终止。

## 成员

### 选手变动信息
- 2017年10月31日，公布首发阵容名单，共8名选手。[6][7][8]
- 2018年2月14日，公布4名新选手加入，其中3人为韩籍。[9]
- 2018年3月29日，宣布与Undead解约。Undead成为联赛史上继xQc之后第二位解约选手。[10]
- 2018年4月5日，宣布来自旧金山震动队学院队NRG电竞的突击位选手Daemin加盟。Daemin旋即在当日对阵达拉斯燃料的比赛上场。[11]
- 2018年9月2日，经友好协商，上海龙之队宣布与以下选手解除合约：Altering，Freefeel，Fiveking，Roshan，Xushu，Ado，Sky，Daemin。[12]
- 2018年10月23日，上海龙之队迎来六名新队员[13]

### 既往选手
| 号码 | ID        | 姓名                           | 战队位置 | 出生日期       | 加入时间       | 离队时间       | 国籍 |
| ---- | --------- | ------------------------------ | -------- | -------------- | -------------- | -------------- | ---- |
| 1    | Fleta     | 金炳善 / 김병선 / Kim Byungsun | 输出     | 1999年9月22日  | 2019年11月13日 | 2023年6月28日  |      |
| 22   | Izayaki   | 김민철 / Kim Min-chul          | 支援     | 2000年2月22日  | 2019年7月19日  | 2022年11月24日 |      |
| 70   | LIP       | 이재원 / Lee Jae-won           | 输出     | 2001年11月5日  | 2019年11月25日 | 2022年11月25日 |      |
| 57   | Void      | 강준우 / Kang Jun-woo          | 重装     | 1996年10月2日  | 2019年11月25日 | 2022年11月26日 |      |
| 2    | LeeJaeGon | 이재곤 / Lee Jae-gon           | 支援     | 2001年8月29日  | 2019年11月25日 | 2022年11月17日 |      |
| 7    | Fate      | 구판승 / Koo Pan-seung         | 重装     | 1998年10月25日 | 2020年11月12日 | 2023年10月9日  |      |
| 8    | WhoRU     | 이승준 / Lee Seung-jun         | 输出     | 2001年8月23日  | 2021年5月24日  | 2022年11月12日 |      |
| 96   | Geguri    | 金世娟 / 김세연 / Kim Se-yeon  | 重装     | 1999年6月26日  | 2018年2月14日  | 2020年10月26日 |      |

### 工作人员

#### 教练及管理团队变动信息
- 2017年11月20日，公布教练及管理团队阵容。[14]
- 2018年1月10日，公布MY电竞俱乐部原守望先锋分部教练Rui加入。[15]
- 2018年3月6日，宣布原主教练U4辞职，主教练的工作暂由助理教练Kong承担。[16]
- 2018年3月27日，公布MY电竞俱乐部原守望先锋分部队长Creed加入，任助理教练并即日随Rui赴美。[17]
- 2018年5月9日，RUI因身体原因将不继续担任主教练一职，教练团队工作将暂时由现任助理教练Kong主导。 [18]
- 2018年9月2日，经友好协商，Kong、Nai8即日起不再担任上海龙之队教练职务。[19]
- 2018年9月21日，公布韩国KongDoo Panthera战队前主教练BlueHaS加入，任上海龙之队主教练。[20]
- 2018年11月5日，公布韩国Element Mystic战队前教练Levi加入，任上海龙之队助理教练。[21]

#### 教练团队
| 昵称   | 姓名                     | 职务     | 加入时间   | 出身 |
| ------ | ------------------------ | -------- | ---------- | ---- |
| Moon   | 문병철 / Moon Byung-chul | 主教练   | 2019-09-23 |      |
| Pavane | 유현상 / Yu Hyeon-sang   | 助理教练 | 2021-10-10 |      |
| Daemin | 김대민 / Kim Dae-min     | 助理教练 |            |      |
| Kong   | 손준영 / Son Jun-young   | 助理教练 |            |      |

#### 管理团队
| 昵称 | 姓名     | 出身 | 职务 |
| ---- | -------- | ---- | ---- |
| Van  | Yang Van | 中国 | 经理 |

## 过往赛绩

### 创始赛季
以下比赛视频可在守望先锋联赛官网进行查看
| 赛季           | 时间      | 比分 | 比赛双方                     |
| -------------- | --------- | ---- | ---------------------------- |
| 季前赛         | 2017-12-7 | 4-0  | 首尔王朝队 vs 上海龙之队     |
| 季前赛         | 2017-12-9 | 3-2  | 波士顿崛起队 vs 上海龙之队   |
| 常规赛第一阶段 | 2018-1-11 | 4-0  | 洛杉矶角斗士队 vs 上海龙之队 |
| 常规赛第一阶段 | 2018-1-13 | 3-1  | 旧金山震动队 vs 上海龙之队   |
| 常规赛第一阶段 | 2018-1-18 | 4-0  | 休斯顿神枪手 vs 上海龙之队   |
| 常规赛第一阶段 | 2018-1-20 | 4-0  | 佛罗里达狂欢队 vs 上海龙之队 |
| 常规赛第一阶段 | 2018-1-25 | 3-1  | 首尔王朝队 vs 上海龙之队     |
| 常规赛第一阶段 | 2018-1-27 | 3-2  | 费城融合队 vs 上海龙之队     |
| 常规赛第一阶段 | 2018-2-1  | 4-0  | 纽约九霄天擎队 vs 上海龙之队 |
| 常规赛第一阶段 | 2018-2-3  | 4-0  | 伦敦喷火机队 vs 上海龙之队   |
| 常规赛第一阶段 | 2018-2-8  | 3-2  | 达拉斯燃料队 vs 上海龙之队   |
| 常规赛第一阶段 | 2018-2-10 | 4-0  | 洛杉矶英勇队 vs 上海龙之队   |
| 常规赛第二阶段 | 2018-2-22 | 3-1  | 达拉斯燃料队 vs 上海龙之队   |
| 常规赛第二阶段 | 2018-2-25 | 3-0  | 洛杉矶英勇队 vs 上海龙之队   |
| 常规赛第二阶段 | 2018-3-1  | 4-0  | 洛杉矶角斗士队 vs 上海龙之队 |
| 常规赛第二阶段 | 2018-3-4  | 4-0  | 旧金山震动队 vs 上海龙之队   |
| 常规赛第二阶段 | 2018-3-8  | 3-1  | 首尔王朝队 vs 上海龙之队     |
| 常规赛第二阶段 | 2018-3-9  | 4-0  | 波士顿崛起队 vs 上海龙之队   |
| 常规赛第二阶段 | 2018-3-15 | 4-0  | 费城融合队 vs 上海龙之队     |
| 常规赛第二阶段 | 2018-3-15 | 4-0  | 纽约九霄天擎队 vs 上海龙之队 |
| 常规赛第二阶段 | 2018-3-22 | 4-0  | 休斯顿神枪手 vs 上海龙之队   |
| 常规赛第二阶段 | 2018-3-24 | 4-0  | 伦敦喷火机队 vs 上海龙之队   |
| 常规赛第三阶段 | 2018-4-5  | 3-1  | 达拉然燃料队 vs 上海龙之队   |
| 常规赛第三阶段 | 2018-4-7  | 4-0  | 洛杉矶英勇队 vs 上海龙之队   |
| 常规赛第三阶段 | 2018-4-12 | 4-0  | 洛杉矶角斗士队 vs 上海龙之队 |
| 常规赛第三阶段 | 2018-4-14 | 4-0  | 旧金山震动队 vs 上海龙之队   |
| 常规赛第三阶段 | 2018-4-19 | 3-1  | 首尔王朝队 vs 上海龙之队     |
| 常规赛第三阶段 | 2018-4-21 | 3-1  | 佛罗里达狂欢队 vs 上海龙之队 |
| 常规赛第三阶段 | 2018-4-26 | 3-1  | 波士顿崛起队 vs 上海龙之队   |
| 常规赛第三阶段 | 2018-4-29 | 3-2  | 费城融合队 vs 上海龙之队     |
| 常规赛第三阶段 | 2018-5-5  | 3-1  | 纽约九霄天擎队 vs 上海龙之队 |
| 常规赛第三阶段 | 2018-5-5  | 3-1  | 伦敦喷火机队 vs 上海龙之队   |
| 常规赛第四阶段 | 2018-5-17 | 3-1  | 达拉然燃料队 vs 上海龙之队   |
| 常规赛第四阶段 | 2018-5-19 | 3-1  | 洛杉矶英勇队 vs 上海龙之队   |
| 常规赛第四阶段 | 2018-5-25 | 4-0  | 费城融合队 vs 上海龙之队     |
| 常规赛第四阶段 | 2018-5-26 | 4-0  | 纽约九霄天擎队 vs 上海龙之队 |
| 常规赛第四阶段 | 2018-5-31 | 4-0  | 首尔王朝队 vs 上海龙之队     |
| 常规赛第四阶段 | 2018-6-2  | 4-0  | 休斯顿神枪手 vs 上海龙之队   |
| 常规赛第四阶段 | 2018-6-7  | 3-1  | 佛罗里达狂欢队 vs 上海龙之队 |
| 常规赛第四阶段 | 2018-6-9  | 4-0  | 波士顿崛起队 vs 上海龙之队   |
| 常规赛第四阶段 | 2018-6-14 | 4-0  | 洛杉矶角斗士队 vs 上海龙之队 |
| 常规赛第四阶段 | 2018-6-16 | 4-0  | 旧金山震动队 vs 上海龙之队   |

## 学院队
- 上海龙之队学院队「Team CC」是网易「CC直播」旗下的守望先锋电竞队伍。[23]
- 「Team CC」前身为iG电子竞技俱乐部守望先锋分部。2017年，iG电子竞技俱乐部将守望先锋分部全部剩余成员交予「CC直播」后结束了守望先锋项目的运营，而「CC直播」以这些成员为班底组建了「Team CC」。[24]
- 该队参加了中国大陆地区的「守望先锋挑战者系列赛」第一赛季。[25]
- 自2020赛季起，Team CC加入韩国 OC。

### 选手
| 昵称 | 姓名 | 出身 | 战队位置 |
| ---- | ---- | ---- | -------- |

## 轶事
- Geguri是一名女性选手，她的加入使她成为守望先锋联赛史上第一名女性选手。
- Diya和Geguri都曾经被指控在比赛中作弊，但最终都自证了清白。
- 在第一赛季某场常规赛的比赛中，输出位选手Undead使用麦克雷在“伊利奥斯：深井”这张地图中出现失误，使用战术翻滚坠入到了控制点内的深井导致阵亡。此事让他被华人玩家戏称为“井长”，同时衍生出一种一旦比赛地图为伊利奥斯，网友就会发送带井号（#）的弹幕进行调侃的弹幕文化。
- 在2018年6月2日休斯顿神枪手对上海龙之队的比赛中，Diya被评为该场比赛的MVP，是联赛史上第一次将一场比赛的MVP称号颁给败方选手。[26]
- 上海龙之队保持着一项颇为尴尬的世界纪录：电竞团队最长的连败纪录。2018年至2019年，上海龙之队在守望先锋联赛中连败42场，直至2019年2月22日，上海龙之队才在与波士顿崛起队的对战中，以3:1的成绩击败对手，获得了42连败以来的首场胜利。这一纪录已被吉尼斯世界纪录官方认证。[27]